# Lavell Crawford
Lavell Crawford, född 11 november 1968 i St. Louis, Missouri, är en amerikansk komiker och skådespelare.

## Biografi
Lavell Crawford  föddes 1968 i St. Louis, Missouri, där han gick på Pattonville High School i Maryland Heights och tog examen 1986. 
Som barn led Crawford av många svårigheter, bland annat en kamp med övervikt, var nära att drunkna vid 10 års ålder, och övergiven av sin far, Daryl Crawford, en kroppsbyggare. I sin show "Can a Brother Get Some Love?" på Roberts Orpheum Theater i St Louis, uppgav han att han återfått kontakten med sin far. 
Crawford dök också upp i AMC:s Breaking Bad med den återkommande rollen som Huell Babineaux, Saul Goodmans livvakt och i It's Always Sunny in Philadelphia som en standup-komiker som går under artistnamnet Slide.

## Filmografi

### Filmer
- 1999 – Beverly Hood
- 2005 – Baby's Momma Drama
- 2010 – Love Chronicles: Secrets Revealed
- 2012 – Who's Watching the Kids
- 2012 – What Goes Around Comes Around (Videofilm)
- 2012 – Trading Up: Behind the Green Door (Kortfilm)
- 2013 – Je'Caryous Johnson's Marriage Material
- 2013 – Huell's Rules (Kort videofilm)
- 2013 – Sperm Boat (TV-film)
- 2014 – 4Play
- 2014 – For Love or Money
- 2015 – American Ultra

### TV-serier
- 2000 – The Jamie Foxx Show (1 avsnitt)
- 2009 – My Parents, My Sister & Me (2 avsnitt)
- 2011 – Workaholics (1 avsnitt)
- 2013 – Squidbillies (1 avsnitt)
- 2013 – It's Always Sunny in Philadelphia (1 avsnitt)
- 2011–2013 – Breaking Bad (11 avsnitt)
- 2013 – Aqua Teen Hunger Force (2 avsnitt)
- 2013 – The Crazy Ones (1 avsnitt)
- 2014 – Super Fun Night (1 avsnitt)
- 2015 – Better Call Saul (6 avsnitt)